# Benedetto Veterani
Benedetto Veterani (né le 18 octobre 1703 à Urbino, alors dans les États pontificaux et mort le 12 août 1776 à Rome) est un cardinal italien du XVIIIe siècle.

## Biographie
Benedetto Veterani exerce diverses fonctions au sein de la Curie romaine, notamment au Tribunal suprême de la Signature apostolique et à la Congrégation de l'Inquisition.
Le pape Clément XIII le crée cardinal lors du consistoire du 26 septembre 1766.
En 1767, le cardinal Veterani est préfet de la Congrégation de l'Index et abbé commendataire de S. Nicola di Ferrara, de S. Sisto à Jesi et de S. Pietro in Vincoli à Ravenne.
Il participe au conclave de 1769, lors duquel Clément XIV est élu pape, ainsi qu'à celui de 1774-1775 (élection de Pie VI).
Le cardinal Veterani meurt à Rome le 12 août 1776 à l'âge de 72 ans.